# ديفيد بارنز
ديفيد بارنز (بالإنجليزية: David Barnes)‏ (16 نوفمبر 1961 ببادنغتون في المملكة المتحدة - ) هو لاعب كرة قدم بريطاني في مركز الظهير. شارك مع منتخب إنجلترا تحت 19 سنة لكرة القدم. أما مع النوادي، فقد لعب مع إيبسويتش تاون وشيفيلد يونايتد وكوفنتري سيتي وكولتشستر يونايتد ونادي واتفورد ووولفرهامبتون واندررز ونادي ألدرشوت.

## وصلات خارجية
- ديفيد بارنز على موقع قاعدة بيانات كرة القدم.إي يو (الإنجليزية)
- ديفيد بارنز على موقع Soccerbase.com (لاعب) (الإنجليزية)
- ديفيد بارنز على موقع عالم كرة القدم.نت (الإنجليزية)